# Charles Van Halmé
Charles François Van Halmé (Oostende, 27 maart 1865 - Lubue, Kasaï, Congo-Kinshasa, 19 december 1898), ook Carlos Van Halmé, was een Belgisch advocaat, cultureel animator en promotor van het symbolisme in literatuur en beeldende kunsten.

## Familie
Charles Van Halmé behoorde tot een familie van brouwers, advocaten en notarissen.
Zijn grootouders waren:
- Brouwer Piere Jean Van Halmé (Oostende, 1784-1827) en Françoise Vandermeersch (°Gits, 1780).
- Joseph Van Sieleghem (Leffinge, 1788 - Eernegem, 1861), notaris en liberaal provincieraadslid, en Marie-Thérèse Questier (Leffinge, 1788 - Eernegem, 1847).

Zijn ouders waren brouwer Charles Benoit Van Halmé (Roeselare, 1817 - Oostende, 1866) en Marie-Josèphe Van Sieleghem (Eernegem, 1819 - Oostende, 1871), zij hadden verschillende kinderen:
- Pedro Van Halmé (Eernegem, 1845 - Zedelgem, 1898), werd notaris in Zedelgem. Hij schoot zich per ongeluk een kogel door het hoofd bij het inspecteren van zijn pistool.
- Mathilde Van Halmé (Eernegem, 1847).
- Marie-Joséphine Van Halmé (Eernegem, 1849 - Oostende, 1867).
- Léonie Van Halmé (Oostende, 1860 - Gent, 1885) trouwde in 1883 met ingenieur Alfred Sarton. Hun zoon was George Sarton (1884-1956), hoogleraar en befaamde historicus van de wetenschappen.
- Joseph Van Halmé (1862).
- Charles Van Halmé (1865-1898).

## Levensloop
Charles was pas geboren toen zijn vader overleed en pas zes toen zijn moeder stierf. De kinderen verhuisden naar Brugge, waar ze werden opgenomen in de woning van notaris en vrijgezel Hippolyte Van Sieleghem (Eernegem, 1824 - Brugge, 1901), die zich verder om hun opvoeding bekommerde.
Charles deed zijn middelbare studies aan het koninklijke atheneum van Brugge. Vervolgens studeerde hij rechten aan de Rijksuniversiteit Luik en promoveerde tot doctor in de rechten in 1887. 
Hij schreef zich in bij de balie van Brugge en begon aan de voorgeschreven stage. Na enkele maanden verhuisde hij naar Brussel en vervolgde daar zijn stage. In februari 1890 trouwde hij in Schaarbeek met de kunstschilderes Marie Levy (°1867). Het echtpaar verhuisde naar Oostende en hij hernam zijn stage, om zich vervolgens te vestigen als advocaat. Het echtpaar kreeg drie kinderen: Berthe (1891-1963), Claire (1892-1980), pianiste in de Verenigde Staten, en Pedro, advocaat in Brussel.
Hij werd politiek actief. In 1887 was hij al voorzitter geworden van de Liberale Jonge Wacht. In 1890 was hij een van de vijf Oostendse afgevaardigden die deelnamen in Brussel aan het radicaal-liberaal Congrès Progressiste, met de liberalen van wie er veel weldra naar de socialistische partij zouden overstappen. In 1895 poogde Van Halmé voor de gemeenteverkiezingen in Oostende een akkoord met de socialisten te sluiten om samen op te treden als concurrenten van de katholieke partij en van haar voorman Paul Carbon. Hij bracht een krantje uit onder de naam L'Ami du Progrès. Het werd een zware nederlaag voor de liberalen bij de wetgevende verkiezingen en Van Halmé doekte direct zijn krantje op. Hij bleef nochtans verder actief bij de liberalen en werd in 1896 bestuurslid van de Association libérale. Hij werd ook vrijmetselaar.
In 1897 gaf hij, om onduidelijke redenen, een nieuwe wending aan zijn leven. Hij vertrok naar de Onafhankelijke Congostaat en werd benoemd tot rechter en notaris in Matadi. Een jaar later werd hij substituut in Lusambo. Hij werd er ziek en overleed, pas drieëndertig jaar oud, op 19 december 1898. Hij was ondertussen ingeschreven gebleven aan de balie van Brugge. Pas in februari 1899 werd zijn dood in Brugge en Oostende bekend.

## Literair promotor
De Luikenaar Albert Mockel (1866-1945) liet ooit in een brief aan zijn vriend George Garnier (1868-1939) opmerken betreffende van Halsté: Het is merkwaardig dat die originele maar weinig literaire jongeman, overal het centrum blijkt te zijn van een groep letterkundigen. In Brugge de 'Excelsior', in Luik 'L'élan littéraire', in Brussel de groep 'Caprice-Wallonie'.

### Cercle Littéraire Excelsior in Brugge
Na een eerste jaar aan verschillende universiteiten te hebben doorgebracht, kwamen zes Bruggelingen bijeen en beslisten een literaire kring op te richten. Het eerste doel was de vriendschapsbanden, die hen tijdens de humaniorajaren aan het Brugse koninklijk atheneum had verenigd, nauwer toe te halen. Alle zes behoorden ze tot Franstalige en liberale families. Het was duidelijk dat Charles Van Halmé die de initiatiefnemer was en zijn vrienden uitnodigde in het gastvrije huis van zijn stiefvader Van Sieleghem, op de hoek van de Twijnstraat en de Kelkstraat. Het ging om Charles De Schrijver (°1864), Gustave Drypondt (1866-1932), Auguste Michot (°1866), Henri Schoofs en René Thooris (1864-1887).
Het werd een levendige vereniging, die door de zes oorspronkelijke leden tijdens de weekends en de vakanties in leven werd gehouden. Op elke bijeenkomst gaf een van de leden een lezing over een literair of maatschappelijk onderwerp. 
Na enkele jaren werd beslist om niet alleen nieuwe leden aan te werven (het werden er een veertigtal), maar ook om lezingen te organiseren voor een groter publiek. Heel wat belangrijke sprekers kwamen aan het woord, vooral Belgen, maar ook Fransen. Onder de letterkundigen zijn te vermelden: Georges Rodenbach, Stéphane Mallarmé, Camille Lemonnier, Paul Verlaine, Marguerite Coppin. Als Belgische personaliteiten, meestal behorende tot de liberaal-radicale of socialistische tendens, zijn te vernoemen: Emile Vandervelde, Edmond Picard, Jules Destrée, Karel Buls, Marie Popelin, Louis Franck.
Van Halsté bleef, met enige hoogten en laagten, betrokken bij Excelsior tot aan zijn vertrek naar Congo. Na zijn verdwijning en het ouder worden of overlijden van de andere stichters, stierf de vereniging een stille dood in de eerste jaren van de twintigste eeuw.

### Cercle Littéraire L'Elan in Luik
In 1884 stichtte de ondernemende student Albert Mockel (1866-1945) in Luik de Cercle littéraire l'Elan. De vereniging telde een dertigtal leden, onder wie talrijke studenten in de rechten. Charles Van Halmé was een van hen. De vereniging had een analoge werking als Excelsior, maar daarnaast gaf ze ook een tijdschrift uit, eerst genaamd L'élan littéraire, en weldra La Wallonie en het werd een vaandeldrager van het symbolisme, dat zich afzette tegen het naturalisme. Aan L'élan littéraire werkte van Halmé mee met korte artikels en met een novelle, Mimi, een symbolistisch liefdesverhaaltje.

### Une tasse de Caféin Brussel
Na het voleindigen van zijn studies, werden de banden met Luik slapper. Van Halmé keerde eerst naar Oostende en Brugge terug, waar hij weer met zijn vrienden van Excelsior omging. Toen hij naar Brussel verhuisde, werd hij al vlug een van de bekende figuren van het symbolisme. In principe liep hij stage, maar daar kwam weinig van in huis. Zijn vriend Gustave Rahlenbeck introduceerde hem in de literaire Brusselse kringen, en algauw werd Van Halmé er zelf een figuur van. Elke donderdag hield hij open deur in zijn huis, voor al wie van ver of nabij in Brussel met het symbolisme te maken had. De bijeenkomsten werden weldra La Tasse de Café genoemd, omdat Van Halmé over weinig huisraad beschikte en men verzocht werd zelf zijn koffiekopje mee te brengen.

### Kunstpromotie in Oostende
In oktober 1896 organiseerde Van Halmé samen met kunstschilder Félix Buelens (1850-1921) een tombola ten voordele van de weduwen en wezen van omgekomen vissers. De prijzen bestonden uit schilderijen die door tientallen Belgische kunstenaars waren geschonken.
Zijn echtgenote was in 1894 medestichter van de Cercle des Beaux-Arts d'Ostende, samen met o.m. James Ensor en Emile Spiliaert. De vereniging organiseerde kunstsalons in 1894 en 1895, maar liet nadien niet meer van zich horen.